# Watney Cup
La Watney Mann Invitation Cup (comúnmente conocida como la Watney Cup) fue un torneo del fútbol inglés de corta existencia que data de comienzos de la década de los setenta. Solía realizarse antes de la temporada regular y era disputado por los dos equipos que habían anotado mayor cantidad de goles en cada una de las cuatro divisiones de la Football League y que no habían sido promovidos de categoría o clasificado para alguna competición europea.
La competición tenía un formato de eliminación directa y su final se disputaba en el campo local de alguno de los finalistas a diferencia del campo neutral de otras competiciones.
El nombre del torneo derivaba del contrato de patrocinio con la compañía cervecera Watney Mann.

## Ediciones y equipos participantes
El torneo se disputó en cuatro oportunidades entre 1970 y 1973.
| Año  | Primera División                                    | Segunda División                        | Tercera División                          | Cuarta División                               |
| ---- | --------------------------------------------------- | --------------------------------------- | ----------------------------------------- | --------------------------------------------- |
| 1970 | Derby County F.C., Manchester United F.C.           | Hull City A.F.C., Sheffield United F.C. | Fulham F.C., Reading F.C.                 | Aldershot F.C., Peterborough United F.C.      |
| 1971 | Peterborough United F.C., West Bromwich Albion F.C. | Carlisle United F.C., Luton Town F.C.   | Halifax Town A.F.C., Wrexham F.C.         | Colchester United F.C., Crewe Alexandra F.C.  |
| 1972 | Sheffield United F.C., Wolverhampton Wanderers F.C. | Blackpool F.C., Burnley F.C.            | Bristol Rovers F.C., Notts County F.C.    | Lincoln City F.C., Peterborough United F.C.   |
| 1973 | Stoke City F.C., West Ham United F.C.               | Bristol City F.C., Hull City A.F.C.     | Bristol Rovers F.C., Plymouth Argyle F.C. | Mansfield Town F.C., Peterborough United F.C. |

### Finales
1970
Derby County 4 - 1 Manchester United
Estadio Baseball Ground.

1971
Colchester United 4 - 4 West Bromwich Albion
Colchester ganó por 4 a 3 en penales.
Estadio The Hawthorns

1972
Bristol Rovers 0 - 0 Sheffield United
Bristol ganó por 7 a 6 en penales.
Estadio Eastville Stadium

1973
Stoke City 2- 0 Hull City
Estadio Victoria Ground

### Penales
La primera definición por penaltis en la historia del fútbol inglés, ocurrió en semifinales de este certamen en la edición de 1970 entre el Hull City y el Manchester United con victoria para los de Mánchester.